# Dioscorea praehensilis
Dioscorea praehensilis — вид ямсу з роду Dioscorea, що походить з Африки. Це дикий прабатько західноафриканських одомашнених культур Dioscorea rotundata та Dioscorea cayennensis.  Це ліана з їстівним бульбовим коренем, що зустрічається в африканських тропічних лісах і сезонних тропічних лісах. У посушливий період коренеплоди досягають максимального запасу крохмалю. Вид оновлює свої стебла щороку на початку сезону дощів. 